# Olof Birgersson Knös
Olof Birgersson Knös, född den 5 juli 1683 i Ods församling i Västergötland, död den 7 april 1748 i Vånga,  var en svensk präst, son till hejderidaren Börje Knös (1632–1711), far till Anders Knös. 
Efter att ha genomgått Skara läroverk blev han student vid Uppsala universitet 1703, promoverades till filosofie magister 1713, ämnade på professor Johan Upmarcks tillrådan gå den akademiska vägen, men fick, utan ansökan, genom biskop Svedbergs försorg rektoratet vid Mariestads skola, vilket han tillträdde 1716, samt blev 1729 kyrkoherde i Vånga och 1730 kontraktsprost.
Knös skall ha åtnjutit högt anseende som präst, teolog och människa, vilket medförde att han var en av den kraftfulle biskop Svedbergs intimaste vänner och mest anlitade medhjälpare i dennes nitiska strävanden för stiftets bästa. Han utgav några akademiska dissertationer, tal vid prästmöten, latinska och svenska verser med mera.